# Caumont-sur-Aure
Caumont-sur-Aure est, depuis le 1er janvier 2017, une commune nouvelle française située dans le département du Calvados en région Normandie, peuplée de 2 439 habitants.

## Géographie

### Localisation
La commune se trouve à la limite entre le Bessin et le bocage virois, à l'ouest du département du Calvados.

### Communes limitrophes
| Sallen                              | Foulognes Sainte-Honorine-de-Ducy Cahagnolles | Aurseulles        |
| Biéville Saint-Jean-d'Elle (Manche) | Caumont-sur-Aure                              | Amayé-sur-Seulles |
| Val de Drôme                        |                                               | Cahagnes          |

### Hydrographie
La commune est située dans le bassin Seine-Normandie. Elle est drainée par l'Aure, la Drome, le Candon, l'Aurette, le Calichon, le ruisseau du Vey, le cours d'eau 01 de la Lantinière, l'Aure, le fossé 03 de la Piotière, le Lieu Gueroult, le fossé 01 du Moulin de Parfouru, le fossé 01 du Mont Roty, le ruisseau de Beauvais, le fossé 01 de Cussy, le ruisseau du Vivier Neuf, le ruisseau de Parquet, le ruisseau de la Fontaine Perrine, le fossé 01 de la Jurie, la Drôme, le fossé 01 du Bas de Vidouville et divers autres petits cours d'eau,.
L'Aure, d'une longueur de 82 km, prend sa source dans la commune  et se jette  dans la Vire en limite d'Osmanville, Isigny-sur-Mer et Carentan-les-Marais, après avoir traversé 26 communes. 
La Drôme, d'une longueur de 58 km, prend sa source dans la commune de Souleuvre en Bocage et se jette  dans l'Aure à Maisons, après avoir traversé 26 communes. 
Le Candon, d'une longueur de 10 km, prend sa source dans la commune  et se jette  dans la Seulles à Hottot-les-Bagues, après avoir traversé trois communes. 
L'Aurette, d'une longueur de 12 km, prend sa source dans la commune de Sainte-Honorine-de-Ducy et se jette  dans l'Aure à Trungy, après avoir traversé six communes. 

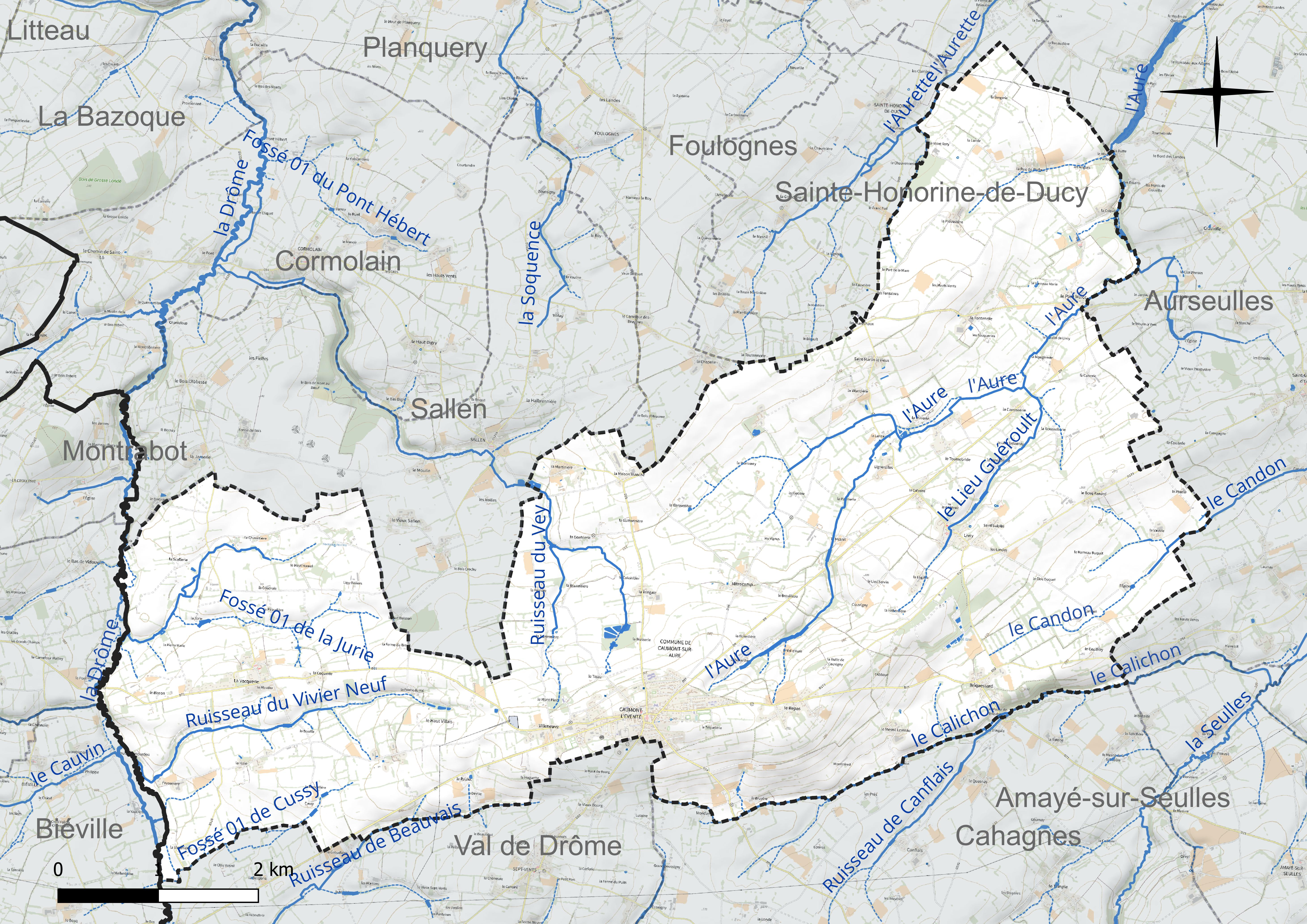
Réseau hydrographique de Caumont-sur-Aure.

### Climat
Pour des articles plus généraux, voir Climat de la Normandie et Climat du Calvados.
En 2010, le climat de la commune est de type climat océanique franc, selon une étude du Centre national de la recherche scientifique s'appuyant sur une série de données couvrant la période 1971-2000. En 2020, Météo-France publie une typologie des climats de la France métropolitaine dans laquelle la commune est exposée à un climat océanique et est dans la région climatique Normandie (Cotentin, Orne), caractérisée par une pluviométrie relativement élevée (850 mm/a) et un été frais (15,5 °C) et venté.
Pour la période 1971-2000, la température annuelle moyenne est de 10,1 °C, avec une amplitude thermique annuelle de 12,3 °C. Le cumul annuel moyen de précipitations est de 1 053 mm, avec 14,3 jours de précipitations en janvier et 9 jours en juillet. Pour la période 1991-2020, la température moyenne annuelle observée sur la station météorologique installée sur la commune est de 11,3 °C et le cumul annuel moyen de précipitations est de 914,1 mm. Pour l'avenir, les paramètres climatiques de la commune estimés pour 2050 selon différents scénarios d'émission de gaz à effet de serre sont consultables sur un site dédié publié par Météo-France en novembre 2022.
| Mois                                  | jan.             | fév.          | mars          | avril         | mai            | juin          | jui.          | août          | sep.           | oct.            | nov.          | déc.            | année      |
| ------------------------------------- | ---------------- | ------------- | ------------- | ------------- | -------------- | ------------- | ------------- | ------------- | -------------- | --------------- | ------------- | --------------- | ---------- |
| Température minimale moyenne (°C)     | 2,8              | 3             | 4,4           | 6,2           | 8,9            | 11,7          | 13,4          | 13,8          | 11,9           | 9,5             | 5,9           | 3,5             | 7,9        |
| Température moyenne (°C)              | 5,1              | 5,7           | 7,6           | 10            | 12,9           | 15,8          | 17,7          | 18            | 15,7           | 12,5            | 8,5           | 5,8             | 11,3       |
| Température maximale moyenne (°C)     | 7,4              | 8,4           | 10,8          | 13,9          | 16,9           | 20            | 22            | 22,2          | 19,5           | 15,5            | 11            | 8,1             | 14,6       |
| Record de froid (°C) date du record   | −12,3 02.01.1997 | −8,6 28.02.18 | −5,7 01.03.18 | −2,5 01.04.13 | 2,1 07.05.1997 | 4,9 05.06.21  | 9 02.07.13    | 8,2 03.08.21  | 4,5 22.09.1995 | −2,6 29.10.1997 | −4,5 28.11.10 | −9,1 29.12.1996 | −12,3 1997 |
| Record de chaleur (°C) date du record | 16 01.01.22      | 21 27.02.19   | 23,9 30.03.21 | 26 21.04.18   | 29,9 27.05.05  | 34,1 29.06.19 | 38,9 18.07.22 | 37,1 05.08.03 | 32 04.09.05    | 28,1 02.10.23   | 21,7 01.11.15 | 16,7 31.12.22   | 38,9 2022  |
| Précipitations (mm)                   | 85,3             | 73,6          | 70,9          | 62,3          | 65,6           | 67,5          | 53,6          | 67,7          | 62             | 93,4            | 101,1         | 111,1           | 914,1      |

| Diagramme climatique                                  |          |             |             |             |            |            |              |            |             |            |             |
| J                                                     | F        | M           | A           | M           | J          | J          | A            | S          | O           | N          | D           |
| 7,42,885,3                                            | 8,4373,6 | 10,84,470,9 | 13,96,262,3 | 16,98,965,6 | 2011,767,5 | 2213,453,6 | 22,213,867,7 | 19,511,962 | 15,59,593,4 | 115,9101,1 | 8,13,5111,1 |
| Moyennes : • Temp. maxi et mini °C • Précipitation mm |          |             |             |             |            |            |              |            |             |            |             |

## Urbanisme

### Typologie
Au 1er janvier 2024, Caumont-sur-Aure est catégorisée bourg rural, selon la nouvelle grille communale de densité à 7 niveaux définie par l'Insee en 2022.
Elle est située hors unité urbaine. Par ailleurs la commune fait partie de l'aire d'attraction de Caen, dont elle est une commune de la couronne,. Cette aire, qui regroupe 296 communes, est catégorisée dans les aires de 200 000 à moins de 700 000 habitants,.

## Toponymie
Le nom Caumont est issu de la commune déléguée Caumont-l'Éventé.
 
Le toponyme est un descriptif de la topographie des lieux : Caumont est l'équivalent normando-picard de Chaumont. Il est issu du latin calvus mons et signifie « mont chauve », décrivant donc une colline sans végétation ligneuse,,.
L'Aure est une rivière de Normandie, affluent de rive droite de la Vire.

## Histoire
La commune regroupe les anciennes communes de Caumont-l'Éventé, de Livry et de La Vacquerie, qui deviennent des communes déléguées, le 1er janvier 2017.
Son chef-lieu se situe à Caumont-l'Éventé.

## Politique et administration
Le 1er janvier 2017, la commune passe de l'arrondissement de Bayeux à celui de Vire.

### Communes déléguées
| Nom                      | Code Insee | Intercommunalité          | Superficie (km2) | Population (dernière pop. légale) | Densité (hab./km2) |
| ------------------------ | ---------- | ------------------------- | ---------------- | --------------------------------- | ------------------ |
| Caumont-l'Éventé (siège) | 14143      | CC Aunay Caumont Intercom | 6,27             | 1 357 (2021)                      | 216                |
| Livry                    | 14372      | CC Aunay Caumont Intercom | 23,48            | 750 (2021)                        | 32                 |
| La Vacquerie             | 14722      | CC Aunay Caumont Intercom | 10,18            | 310 (2021)                        | 30                 |

### Liste des maires
| Période      | Période                      | Identité                | Étiquette | Qualité                                                                                            |
| ------------ | ---------------------------- | ----------------------- | --------- | -------------------------------------------------------------------------------------------------- |
| janvier 2017 | En cours (au 3 octobre 2023) | Christophe Le Boulanger |           | Expert-comptable 3e vice-président de Pré-Bocage Intercom (2020 → ) Réélu pour le mandat 2020-2026 |

## Population et société

### Démographie
L'évolution du nombre d'habitants est connue à travers les recensements de la population effectués dans la commune depuis sa création.
En 2022, la commune comptait 2 439 habitants, en évolution de +3,44 % par rapport à 2016 (Calvados : +1,58 %, France hors Mayotte : +2,11 %).
| 2015  | 2016  | 2021  | 2022  |
| ----- | ----- | ----- | ----- |
| 2 373 | 2 358 | 2 417 | 2 439 |

## Économie
Il convient de se reporter aux articles consacrés aux anciennes communes fusionnées.

## Culture locale et patrimoine
Il convient de se reporter aux articles consacrés aux anciennes communes fusionnées.
- Église Saint-Martin de Parfouru-l'Eclin.
- Église Notre-Dame de Livry.
- Église Saint-Martin de Caumont-l'Éventé.
- Chapelle Saint-Sulpice de Livry.
- Église Saint-Sulpice de La Vacquerie.